# Comtat d'Arques
El comtat d'Arques fou una jurisdicció efímera del ducat de Normandia. Deu el seu nom a la seva principal fortalesa: el castell d'Arques, construït al segle xi.
En els anys 1020-1030, el territori del comtat d'Arques formava una senyoria del nord-est de Normandia. Però durant la minoria de Guillem el Bastard (després Guillem el Conqueridor), aquest petit territori va ser donat a Guillem d'Arques, fill il·legítim de l'antic duc Ricard II de Normandia l'avi de Guillem el Bastard, am títol de comtat (vers el 1030). Guillem era un dels senyors que governaven el país mentre Guillem era menor, junt amb el seu germà gran Mauger de Rouen, i els seus cosins Raül de Gacé i Ricard d'Évreux. Vers el 1037 el comtat fou augmentat amb la senyoria de Talou al nord-est. Goselí, vescomte de Rouen va exercir com a vescomte a Arques i després el marit de la seva única filla, Jofre, fill d'Osborn de Bobec.
Guillem d'Arques llavors (cap a 1037) va construir un poderós castell a Arques. Quan Guillem el Bastard fou major i va agafar a les seves mans el govern, desconfiava del seu oncle i va instal·lar una guarnició al castell d'Arques (1052), però els soldats de la fortalesa van obrir les portes a Guillem d'Arques que es va revoltar per motius discutits pels historiadors (1053). El duc Guillem va marxar a Arques, el centre de la rebel·lio, i el castell fou assetjat; les operacions de setge es van allargar i foren confiades a Gautier I Giffard. El comte rebel tenia el suport de diversos senyors locals, del rei de França Enric I (que volia debilitat al duc) i del comte de Ponthieu Enguerrand II (cunyat del comte rebel). Però l'ajuda d'aquestos no va aconseguir fer aixecar el setge i el comte de Pronthieu va morir en un combat no gaire lluny del castell. La fam va acabar debilitant la defensa del castell, i Guillem d'Arques es va haver de rendir (1054). El duc el va perdonar i li va oferir algunes terres a canvi del comtat que foren refusades i el comte es va exiliar amb Eustaqui comte de Boulogne.
El comtat fou administrat per un feudatari de la família de Bolebec, de nom Godefroi, amb títol de vescomtat; Vers el 1059 i 1080 s'esmenta al fill de Godefroi, Guillem (II), com a vescomte. Després el feu va desaparèixer integrat al domini ducal.
Una de les mesures de capacitat utilitzades a Normandia i al nord de França fins a la Revolució, el pot d'Arques (corresponent a 1,829 litres), ve del vescomtat d'Arques, en el qual el vescomte tenia al seu càrrec els pesos i mesures de Normandia.